# 藤原師長謫居跡

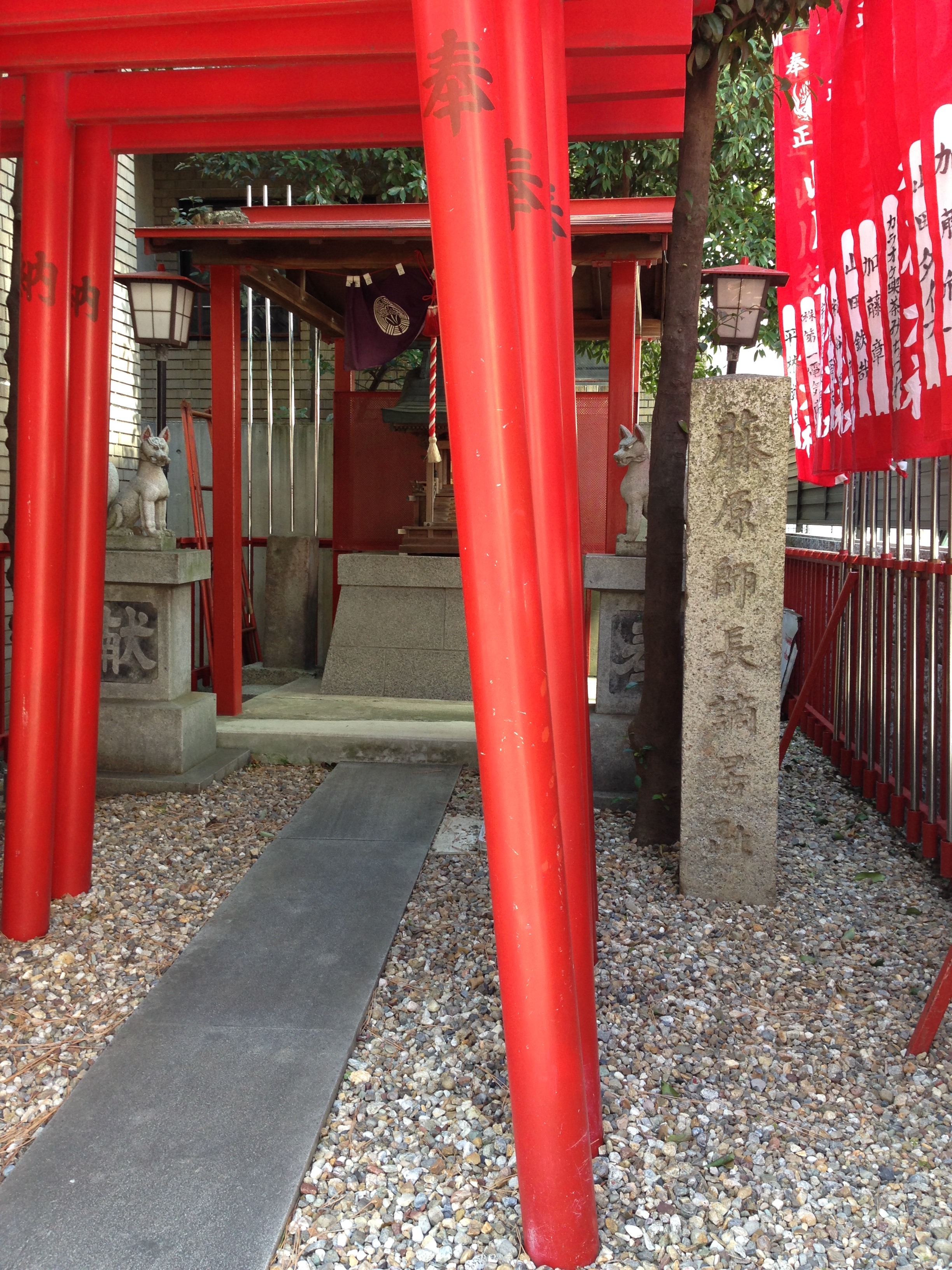
藤原師長謫居跡石碑（嶋川稲荷大社内）

藤原師長謫居跡（ふじわらもろながたっきょあと、ふじわらのもろながたっきょあと）は愛知県名古屋市瑞穂区土市町にある史跡である。

## 概要
治承3年（1179年）11月、太政大臣だった藤原師長が平清盛によって尾張国井戸田庄（現在の名古屋市瑞穂区）に流された際、居住した場所である。

## 歴史
治承3年（1179年）11月、後白河天皇と平清盛の衝突により、上皇の近臣だった師長は尾張国井戸田庄に配流される。師長は当時42歳であった。同年12月、龍泉寺にて出家し、理覚と称した。
翌治承4年（1180年）12月、上皇の幽閉が解かれるとともに、師長も赦されて京に帰ったとされているが、同年は清盛がまだ生存していたため、清盛が亡くなった養和元年（1181年）との説もある。

## 伝承

### 地名伝説
- 枇杷島 - 謫居の間、師長は土地の豪族・横江光深の娘と懇意になった。師長が京へ帰る際、別れを惜しんだ娘は、土器野（現在の清須市、旧西枇杷島町）まで見送りに来たため、師長が本尊の薬師如来像と愛器の琵琶「白菊」を形見として分けたところ、娘は悲嘆のあまり帰路で川に身投げしてしまった。その場所に娘の亡骸と琵琶が葬られ、これを琵琶塚と呼び、のちの枇杷島の地名の由来となった[3][2]。かつては井戸田の東方一帯が「琵琶ヶ峯」と呼ばれる丘陵だったが、開発により現存しない[5]。
- 師長町 - 師長の名に由来するとされているが、謫居の地ではない[6]。昭和の時代に命名[6]。
- 妙音通 - 琵琶の名手であった師長の奏でる琵琶の音色にちなんで、昭和の時代に命名[6]。

## アクセス
- 所在地
  - 名古屋市瑞穂区土市町1丁目[7]

- 交通
  - 名古屋市営地下鉄名城線 妙音通駅[8]